# François Roberday
François Roberday, né à Paris et baptisé le 21 mars 1624, mort à Auffargis le 13 octobre 1680, est un organiste et compositeur français.

## Biographie
Roberday est d'une famille d'orfèvres liés au milieu musical de son époque : son père possède un « cabinet d'orgue » ; lui-même est beau-frère du claveciniste Jean-Henri d'Anglebert.
Après la mort de son père, il est nommé orfèvre du roi et acquiert en 1659 une des charges de « Valet de Chambre de la Reyne ». Il joue de l'orgue dans les églises parisiennes de Notre-Dame-des-Victoires et des Petits Pères. Mais ses affaires tournent mal, il se retire près de Rambouillet  et meurt dans la misère lors d'une épidémie.
Selon une tradition non confirmée, il aurait été un des maîtres de Jean-Baptiste Lully.

## Œuvres

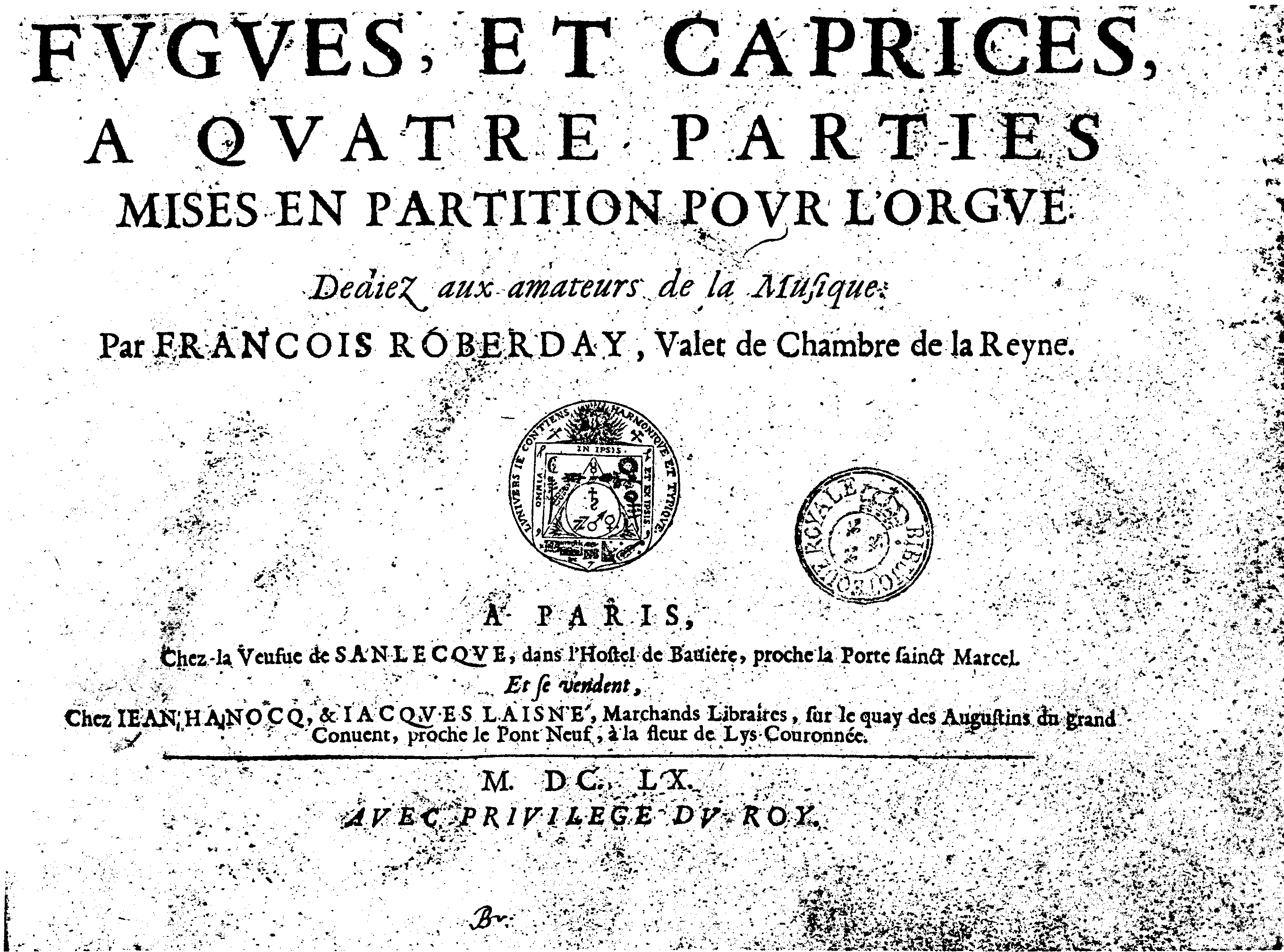
Fac-similé de la page titre de l'édition originale de 1660.

Son œuvre pour orgue, imprimée à 500 exemplaires en 1660, consiste en douze « Fugues et Caprices à quatre parties, mises en Partition pour l’Orgue, dédiez aux amateurs de la Musique », dont trois sont empruntés (selon sa préface) à des compositeurs de son temps : Frescobaldi (Fugue 5e d'après le Ricercar no 7), Ebner et Froberger; les autres sont composées sur des thèmes de Louis Couperin, De La Barre, Cambert, Bertalli (Antonio Bertalli, 1605-1669), d'Anglebert et Cavalli.
Ces pièces pour l'orgue, et « si on veut jouer ces pièces de musique sur des violes ou autres semblables instruments » (Advertissement), bien que non destinées à la liturgie, le rattachent à la tradition polyphonique dont il est un des derniers représentants après Jehan Titelouze et Charles Racquet.
Ce recueil est le premier imprimé (pour l'orgue) en France depuis ceux de Titelouze (1623 et 1626).

### Advertissement
(en français moderne)
De tous ceux qui s’adonnent à la composition de la musique, il n’y a personne qui ne reconnaisse que la partition (à 4 portées) ne soit la manière d’écrire la plus utile et la plus avantageuse, parce que les parties étant toutes ensemble, et néanmoins distinguées les unes des autres, on peut bien plus facilement les examiner chacune en particulier et voir le rapport qu’elles ont toutes entre elles. On y peut même découvrir bien plus tôt tout ce qu’il y a de bien inventé, et si quelquefois on entreprend de traiter presque en même temps plusieurs sujets, cela paraît bien évidemment dans la partition où toutes les moindres notes peuvent être exactement remarquées.
Il y a encore cet avantage que si on veut jouer ces pièces de musique sur des violes ou autres semblables instruments, chacun y trouvera sa partie détachée des autres; tellement que la seule difficulté que l’on pourrait opposer est que ces Fugues et Caprices étant faits principalement pour l’orgue, il est bien plus difficile de les jouer sur la partition que si elles étaient écrites en tablature ordinaire (à 2 portées). Mais ceux qui possèdent un peu le clavier sauront qu’il ne leur sera pas aussi difficile qu’ils se l’imaginent d’acquérir l’habitude et la facilité de jouer sur la partition, et il y en a dans Paris qui peuvent rendre témoignage de cette vérité par leur propre expérience, joint qu’il leur sera toujours facile de réduire, quand ils voudront, toutes ces pièces dans la tablature ordinaire.
Cela étant ainsi, il y a lieu de s’étonner de ce qu’il ne se trouve personne parmi nous qui se soit voulu servir de cette méthode pour mettre au jour ses ouvrages, et c’est en partie ce qui m’a donné occasion de composer ces Fugues et Caprices et de les donner au public pour inciter à ce travail ceux qui font leur principale profession de cet art, et qui, y employant toute leur temps, y peuvent avoir acquis de plus belles connaissances.
Il se trouvera dans cet ouvrage quelques endroits peut-être un peu trop hardis aux sentiments de ceux qui s’attachent si fort aux anciennes règles qu’ils ne croient pas qu’il soit jamais permis de s’en départir. Mais il faut considérer que la musique est inventée pour plaire à l’oreille, et par conséquent, si je leur accorde qu’un ouvrier ne doit jamais sortir des règles de son art, ils doivent aussi demeurer d’accord que tout ce qui se trouvera agréable à l’oreille doit toujours être censé dans les règles de la musique. C’est donc l’oreille qu’il faut consulter sur ce point, et comme je n’ai rien fait que je ne l’aie vu pratiquer par les plus habiles dans cet art, et qu’il n’ait été trouvé fort agréable dans l’exécution, je ne doute point que si on suspend son jugement jusqu’à ce qu’on ait ouï l’effet des notes qui semblent ne se défendre pas assez bien sur le papier, on ne trouvera pas que je me sois donné des licences que pour ne pas laisser échapper les traits que j’ai cru devoir être les plus agréables. J’avoue néanmoins que j’ai quelquefois abandonné cette maxime lorsque j’ai voulu m’astreindre à traiter en même temps plusieurs sujets, et les répéter tous dans toutes les parties, et je ne sais pas si en cette rencontre l’oreille trouvera toute sa satisfaction, mais j’ai bien voulu éprouver ce que je pouvais exécuter en ce genre d’écrire.
Comme il ne serait pas juste que je tirasse avantage du travail d’autrui, je vous dois avertir que dans ce Livre, il y a trois pièces qui ne sont pas de moi : il y en a une qui a été autrefois composée par l’illustre Frescobaldi (la 5e), une autre de Monsieur Ebnert (Wolfgang Ebner), et la troisième de Monsieur Froberger, tous deux organistes de l’Empereur (Ferdinand III du Saint-Empire); pour les autres, je les ai toutes composées sur les sujets qui m’ont été présentés par Messieurs de la Barre, Couperin, Cambert, d’Anglebert, Froberger, Bertalli, maître de musique de l’Empereur, et Cavalli, organiste de la République de Venise, à Saint-Marc, lequel étant venu en France pour le service du Roi (Louis XIV) lorsque mon Livre s’achevait d’imprimer, je l’ai prié de me donner un sujet afin que mon Livre fut aussi honoré de son nom.
Il ne me reste plus qu’à vous dire que les Caprices se doivent - quant à la mesure - jouer à discrétion et fort lentement, quoiqu’ils soient notés par des croches et doubles croches, et que, quelque diligence que j’aie apporté à corriger, cela n’a pas empêché qu’il se soit encore trouvé quelques fautes, ce qui m’a obligé de faire un Errata par lequel je vous supplie de commencer à voir le Livre. Je n’y ai point marqué plusieurs liaisons qui ont été omises, et quelques pauses où il y a erreur, les savants y suppléeront facilement. Si au surplus on trouve quelques difficultés et que l’on veuille se donner la peine de me les communiquer, on me fera beaucoup d’honneur, et je tâcherai autant qu’il me sera possible d’y satisfaire. Si je reconnais que cet ouvrage contente ceux auxquels je le présente, je me résoudrai volontiers à mettre encore quelque chose autre sous la presse, et d’un caractère nouveau et plus petit, où je tâcherai à être plus exact.
Achevé d’imprimer pour la première fois le quatorzième d’août 1660.

### Pour une écoute
- Écouter deux pièces de Roberday :
  - Fugue deuxième et Caprice
  - Fugue douzième
- YouTube Fugue 6e et Caprice : William Christie à l'orgue de la Chapelle Royale de Versailles.
- YouTube Fugue première, Fugue deuxième, Fugue troisième, Fugue cinquième, Fugue huitième, Fugue dixième, Fugue douzième : Michel Chapuis, orgue historique Charles Royer (1648) de la Collégiale Notre-Dame-des-Anges de L'Isle-sur-la-Sorgue (Vaucluse).

### Partitions
- « François Roberday » (partitions libres de droits), sur l'IMSLP
- Des partitions de pièces extraites des Fugues et Caprices de F. Roberday :
  - Fugue première
  - Fugue quatrième
  - Fugue cinquième